# Sirari
Sirari è una circoscrizione mista (mixed ward) della Tanzania situata nel distretto di Tarime, regione del Mara. Conta una popolazione di 15 917 abitanti (censimento 2012).